# سونگ جی هو
سونگ جی هو (کره‌ای: 송지호؛ زادهٔ ۲۸ ژانویه ۱۹۹۲) بازیگر اهل کره جنوبی است. او بیشتر به خاطر ایفای نقش در مجموعه‌های تلویزیونی غریبه (۲۰۱۷–۲۰۲۰) و دکتر چا (۲۰۲۳) شناخته می‌شود.

## فیلم‌شناسی

### فیلم
| سال  | عنوان            | نقش    | توضیحات | منابع |
| ---- | ---------------- | ------ | ------- | ----- |
| ۲۰۱۳ | دوست: میراث بزرگ | جه چیل |         |       |
| ۲۰۱۴ | پرواز شبانه      | جه یون |         |       |
| ۲۰۲۰ | فستیوال          | کی وون |         |       |

### مجموعه تلویزیونی
| سال       | عنوان                      | نقش                 | توضیحات                     | منابع |
| --------- | -------------------------- | ------------------- | --------------------------- | ----- |
| ۲۰۱۳–۲۰۱۴ | بزرگ‌ترین                   | بوم سوک             |                             |       |
| ۲۰۱۴      | زوج اورژانسی               | انترن پزشکی         | مهمان                       |       |
| ۲۰۱۴      | تفنگدار چوسان              | ناکامورا            |                             |       |
| ۲۰۱۴      | عشق در دبیرستان            | سو یو هان           |                             |       |
| ۲۰۱۵      | روز موعود                  | لی وو سونگ          |                             |       |
| ۲۰۱۶      | حافظه                      | چون مین گیو         |                             |       |
| ۲۰۱۶      | دوران جوانی                | استاکر کانگ یی نا   |                             | [ ۲ ] |
| ۲۰۱۷      | کشتی بیمارستانی            | کانگ جونگ هو        |                             |       |
| ۲۰۱۷      | درام ویژه: «یک خانوادهٔ بد» | کیم مین گوک         | فصل ۸                       | [ ۳ ] |
| ۲۰۱۷–۲۰۲۰ | غریبه                      | پارک سون چانگ       | فصل ۱–۲                     |       |
| ۲۰۱۷–۲۰۱۸ | شعبده‌بازان                 | گو میونگ سوک        |                             |       |
| ۲۰۱۸      | ملکه مرموز ۲               | وون جو سوک          | مهمان                       |       |
| ۲۰۱۸      | پیش‌طرح                     | جین سو              | مهمان                       |       |
| ۲۰۱۸      | آشوب زن و شوهری            | نام دونگ گک         |                             |       |
| ۲۰۱۸–۲۰۱۹ | امتحان الهی                | لی دونگ گون         | فصل ۵                       |       |
| ۲۰۱۹      | سرچ: دبلیودبلیودبلیو       | چوی جونگ هون        |                             |       |
| ۲۰۲۰      | مکانیک روح                 | شین جونگ شیک        | مهمان (قسمت‌های ۱۱–۱۲)       |       |
| ۲۰۲۱      | تو بهار منی                | مجری برنامه رادیویی | مهمان (قسمت‌های ۳، ۵، ۸، ۱۶) |       |
| ۲۰۲۲      | هرگز تسلیم نشو             | کیم گون وو          |                             |       |
| ۲۰۲۳      | دکتر چا                    | سو جونگ مین         |                             | [ ۴ ] |
| ۲۰۲۴      | دونده دوست‌داشتنی           | ایم گوم             |                             | [ ۵ ] |
| ۲۰۲۵      | لحظات شکلاتی ما            | جون سون ته          |                             | [ ۶ ] |